# Израильско-ливанский конфликт
Израильско-ливанский конфликт, или конфликт на Юге Ливана, представляет собой серию военных столкновений с участием Израиля, Ливана и Сирии, Организации освобождения Палестины, а также различных ополченцев и боевиков, действующих изнутри Ливана. Пик конфликта пришёлся на 1980-е годы, во время гражданской войны в Ливане, и с тех пор утих.
Организация освобождения Палестины (ООП) вербовала боевиков в Ливане из числа палестинских беженцев, которые были изгнаны или бежали после создания Израиля в 1948 году. После того, как руководство ООП и его бригада Фатх были изгнаны из Иордании в 1970—1971 годах за разжигание восстания, они вошли в Южный Ливан, что привело к росту внутреннего и трансграничного насилия. Между тем, демографическая напряжённость из-за Ливанского национального пакта привела к Гражданской войне в Ливане (1975—1990). Действия ООП были одним из ключевых факторов начала гражданской войны в Ливане, и её ожесточённые бои с ливанскими группировками вызвали иностранное вмешательство.
Вторжение Израиля в Ливан в 1978 году отбросило ООП к северу от реки Литани, но ООП продолжила свою кампанию против Израиля. Израиль снова вторгся в Ливан в 1982 году в союзе с основными ливанскими христианскими ополченцами из Ливанских сил и партии Катаиб и насильственно изгнал ООП. В 1983 году Израиль и Ливан подписали Соглашение от 17 мая, обеспечивающее основу для установления нормальных двусторонних отношений между двумя странами, но отношения были разорваны с захват шиитских и друзских ополчений в начале 1984 года. Израиль вывел войска с большей части Ливана в 1985 году, но сохранил контроль над 19-километровой (12 миль) буферной зоной безопасности, удерживаемой с помощью доверенных лиц боевиков из Армии Южного Ливана (SLA).
В 1985 году «Хезболла», ливанское шиитское радикальное движение, спонсируемое Ираном, призвало к вооружённой борьбе за прекращение израильской оккупации ливанской территории. Когда гражданская война в Ливане закончилась и другие противоборствующие группировки согласились разоружиться, «Хезболла» отказалась. Бой с «Хезболлой» ослабил решимость Израиля и привёл к выводу израильских войск в 2000 году на свою сторону обозначенной ООН границы.
Ссылаясь на контроль Израиля над территорией ферм Шебаа, «Хезболла» с перерывами продолжала трансграничные нападения в течение следующих шести лет. Теперь «Хезболла» добивалась освобождения ливанских граждан, находящихся в израильских тюрьмах, и успешно использовала тактику захвата израильских солдат в качестве рычага для обмена пленными в 2004 году. Захват двух израильских солдат «Хезболлой» спровоцировал ливанскую войну 2006 года. Его прекращение огня призывало к разоружению «Хезболлы» и уважению Израилем территориальной целостности и суверенитета Ливана.
Боевые действия были приостановлены 8 сентября 2006 года. По состоянию на начало 2023 года ситуация оставалась спокойной, несмотря на то, что обе стороны нарушали соглашения о прекращении огня; Израиль совершал почти ежедневные полёты над территорией Ливана, а «Хезболла» не разоружалась. Но рост насилия во время обстрелов Израиля и Ливана в апреле 2023 года, последствия войны Израиля с ХАМАСОМ в 2023 году и конфликта на израильско-ливанской границе в 2023 году привели к опасениям новой войны и началу нового конфликта.

## Предыстория
Территории, которые впоследствии станут государствами Израиль и Ливан, когда-то были частью Османской империи, которая просуществовала с 1299 года до её поражения в Первой мировой войне и последующего распада в 1922 году. В результате Синайской и Палестинской кампании в 1917 году британцы оккупировали Палестину и части того, что впоследствии станет Сирией. Французские войска взяли Дамаск в 1918 году. Лига Наций официально предоставила Франции мандат Сирии, а британцам — мандат Палестины после конференции в Сан-Ремо 1920 года в соответствии с Соглашением Сайкса-Пико 1916 года.
В основном христианский анклав Французского мандата стал контролируемой Францией Ливанской Республикой в 1926 году. Ливан стал независимым в 1943 году, когда Франция находилась под немецкой оккупацией, хотя французские войска полностью не выводились до 1946 года.
Рост антисемитизма в Европе, кульминацией которого стал Холокост во время Второй мировой войны, означал увеличение числа еврейских иммигрантов до уровня еврейского меньшинства, большинство под властью арабского большинства. Во время арабского восстания 1936-39 гг. и после этого британцы все больше стали полагаться на еврейские полицейские силы для поддержания порядка. В конечном счёте, возникший в результате рост этнической напряжённости и насилия между арабами и евреями из-за еврейской иммиграции и сотрудничества вынудил бы британцев уйти в 1947 году. (Территория их мандата к востоку от реки Иордан уже стала независимым государством Иордания в 1946 году.) Генеральная Ассамблея Организации Объединённых Наций разработала изменённый джерри План раздела ООН 1947 года, чтобы попытаться предоставить арабам и евреям их собственные государства на остатках британского мандата; однако это было отвергнуто арабами, и ситуация быстро переросла в полноценную гражданскую войну.

## История

### Арабо-израильская война 1948 года
В 1948 году ливанская армия имела на сегодняшний день самую маленькую региональную армию, состоявшую всего из 3500 солдат. По настоянию арабских лидеров региона Ливан согласился присоединиться к другим армиям, которые собирались по периметру подмандатной территории Великобритании в Палестине с целью вторжения в Палестину.[требуется цитирование] Ливан посвятил 1000 из этих солдат этому делу. Арабские армии ждали окончания Мандата и вывода британских войск, который был назначен на 15 мая 1948 года.
Израиль провозгласил свою независимость 14 мая 1948 года. На следующий день срок действия британского мандата официально истёк, и в официальной телеграмме семь членов Лиги Арабских государств, включая Ливан, публично провозгласили свою цель создания демократического «Объединённого государства Палестина» вместо Плана Организации Объединённых Наций по разделу Палестины. Вскоре Лига вступила в конфликт на стороне палестинских арабов, начав таким образом международную фазу арабо-израильской войны. Египет, Ливан, Сирия, Иордания и Ирак объявили войну новому государству Израиль. Они ожидали лёгкой и быстрой победы.
Ливанская армия присоединилась к другим арабским армиям во вторжении. Армия Ливана вторглась в северную Галилею. Однако к концу конфликта он был отбит израильскими войсками, которые оккупировали Южный Ливан. Израиль подписал соглашения о перемирии с каждым из своих вторгшихся соседей. Перемирие с Ливаном было подписано 23 марта 1949 года. В рамках соглашения с Ливаном израильские войска отошли к международной границе.
По окончании этой войны Израиль подписал соглашения о прекращении огня со всеми соседними арабскими странами. Территория, которую он контролировал, выходила далеко за рамки того, что было выделено ему по Плану раздела Организации Объединённых Наций, включая многое из того, что было обещано палестинским арабам по этому Плану. Однако в то время все государства-участники понимали, что соглашения о перемирии не были ни мирными договорами с Израилем, ни окончательным разрешением конфликта между ними, включая границы.
После войны, по оценкам Организации Объединённых Наций, 711 000 палестинских арабов, из примерно 1,8 миллиона, проживающих на территории Мандата Палестины, бежали, эмигрировали или были вытеснены из Израиля и въехали в соседние страны. К 1949 году в Ливане насчитывалось 110 000 палестинских арабов, переселённых в лагеря, созданные и управляемые Ближневосточным агентством Организации Объединённых Наций для помощи палестинским беженцам и организации работ.
За исключением двух лагерей в районе Бейрута, лагеря были в основном мусульманскими. Ливанские христиане опасались, что приток мусульман повлияет на их политическое господство и их предполагаемое демографическое большинство. Соответственно, они ввели ограничения на статус палестинских беженцев. Беженцы не могли работать, путешествовать или заниматься политической деятельностью. Изначально беженцы были слишком бедны, чтобы сформировать руководство, способное представлять их интересы. Менее демократические режимы также опасались угрозы, которую беженцы представляли для их собственного правления, но Ливан окажется слишком слабым, чтобы продолжать репрессии.
Организация освобождения Палестины (ООП) вербовала боевиков в Ливане из числа семей палестинских беженцев, покинувших Израиль в 1948 году.

### Война за воду и шестидневная война (1964—1967)
Несмотря на общую напряжённость на границе из-за воды, Ливан отклонил призывы других арабских правительств принять участие в Шестидневной войне. Ливан не мог позволить себе конфликта с Израилем, в связи со слабым в военном отношении югом.
Тем не менее, потеря дополнительной территории радикализировала палестинцев, томящихся в лагерях беженцев в надежде вернуться домой. Дополнительный приток беженцев превратил палестинские лагеря по всему Ближнему Востоку в центры партизанской деятельности.

### Пограничные столкновения и убийства (сентябрь 2000 — июль 2006)
Основные статьи: Список арабо-израильских обменов заключёнными и Конфликт на фермах Шебаа 2000—2006 годов
- В сентябре 2000 года «Хезболла» создала избирательную коалицию с движением Амаль. На первых выборах в этом регионе с 1972 года были получены все 23 места в парламенте, отведённые южному Ливану.[12]
- После того, как «Хезболла» убила израильского солдата в результате нападения на бронированный бульдозер, который пересёк границу для обезвреживания бомб 20 января 2004 года, Израиль разбомбил две базы группировки.
- 29 января 2004 года в результате обмена пленными при посредничестве Германии бывший глава службы безопасности Амаль Мустафа Дирани, который был захвачен израильскими коммандос в 1994 году, 22 других ливанских заключённых, около 400 палестинцев и 12 арабов израильского происхождения были освобождены из израильских тюрем в обмен на израильского бизнесмена Эльчанана Тененбаума, который был захвачен «Хезболлой» в октябре 2000 года. «Хезболла» потребовала, чтобы карты, показывающие израильские мины на юге Ливана, были включены в сделку.[13]

В мае 2004 года ополченцы «Хезболлы» убили израильского солдата на границе в пределах удерживаемых Израилем ферм Шебаа.
В период с июля по август 2004 года был период более интенсивного пограничного конфликта. «Хезболла» заявила, что столкновение началось, когда израильские силы обстреляли её позиции, в то время как Израиль заявил, что «Хезболла» начала боевые действия снайперской атакой на пограничный пост.
2 сентября 2004 года Совет Безопасности Организации Объединённых Наций одобрил резолюцию 1559, призывающую к роспуску всех ливанских ополченцев. Вооружённая «Хезболла» была расценена израильским правительством как нарушение резолюции. Ливанское правительство отличалась от этой интерпретации.
Сирийские войска были выведены из Ливана в апреле 2005 года.
26 мая 2006 года в Сидоне в результате взрыва заминированного автомобиля были убиты лидер палестинского исламского джихада Махмуд Маджзуб и его брат. Премьер-министр Ливана Фуад Саниора назвал Израиль главным подозреваемым, но Израиль отрицал свою причастность. 28 мая 2006 года из Ливана по Израилю были выпущены ракеты.
10 июня 2006 года ливанская армия арестовала членов предполагаемой израильской шпионской сети, в том числе Махмуда Рафе, его жену и двоих детей. Полиция обнаружила в его доме материалы для изготовления бомб, шифровальные машины и другое шпионское оборудование. Сообщается, что Рафе признался в убийствах Маджзуба и работе на Моссад, и признал, что его ячейка убила двух лидеров «Хезболлы» в 1999 и 2003 годах и сына Ахмеда Джибриля, лидера Народного фронта освобождения Палестины — Главного командования в 2002 году. Бывший министр Ливана Валид Джумблат, откровенный критик «Хезболлы», подозревал, что разоблачение шпионской сети было делом рук «Хезболлы». фабрикация.

### Ливанская война 2006 года
12 июля 2006 года в ходе инцидента, известного как инцидент Зарит-Штула, «Хезболла» инициировала отвлекающие ракетные обстрелы израильских военных позиций у побережья и недалеко от израильской пограничной деревни Зарит, в то время как другая группа «Хезболлы» пересекла границу Ливана с Израилем и устроила засаду на две машины израильской армии, убив 8 израильских солдат.
«Хезболла» незамедлительно потребовала освобождения ливанских заключённых, удерживаемых Израилем, включая Самира Кунтара и предполагаемого выжившего виновника резни на прибрежной дороге, в обмен на освобождение захваченных солдат.
Стороны обменялись шквальным огнём по всей длине границы, при этом «Хезболла» атаковала позиции ЦАХАЛА вблизи израильских городов.
Так началась Ливанская война 2006 года. Израиль ответил массированными авиаударами и артиллерийским огнём по целям по всему Ливану, воздушной и морской блокадой и наземным вторжением в южный Ливан. В Ливане в результате конфликта погибло более 1100 человек, включая комбатантов, серьёзно повреждена инфраструктура и перемещено около миллиона человек. В Израиле погибло 42 мирных жителя в результате продолжительных ракетных обстрелов севера Израиля, что привело к перемещению полумиллиона израильтян. Нормальная жизнь на большей части Ливана и севера Израиля была нарушена, в дополнение к гибели в боевых действиях.
14 августа 2006 года при посредничестве Организации Объединённых Наций прекращение огня вступило в силу. Блокада была снята 8 сентября.

## После 7 октября 2023
30 сентября 2024 года Армия обороны Израиля вошла в приграничье Ливана. В то же время, Би-би-си утверждает, что Израиль предупредил США о возможном вторжении в Ливан.
По данным Агентства Аль-Джазира, на 30 сентября с начала вторжения ЦАХАЛ в приграничье Ливана погибло около 136 ливанцев (гибель 45 однозначно подтверждена).